# Skysawa
Skysawa – kompleks biurowo-handlowy znajdujący się przy ul. Świętokrzyskiej 36 w Warszawie.

## Opis
Kompleks powstał w miejscu wyburzonego 10-piętrowego biurowca z lat 60. XX wieku. Składa się z dwóch budynków o różnej liczbie kondygnacji. Mniejszy z budynków – budynek A – liczy od 4 do 9 kondygnacji, a jego powierzchnia całkowita wynosi 11 500 mkw. Większy budynek B jest 155-metrową wieżą o powierzchni ok. 28 000 mkw. i 40 piętrach. W części parterowej oraz na poziomie -1 kompleksu zlokalizowane będą lokale gastronomiczne i handlowe o łącznej powierzchni ponad 3 tys. mkw. Pod każdym budynkiem znajdzie się trzypiętrowy parking podziemny z ok. 140 miejscami parkingowymi łącznie, stacjami dla samochodów elektrycznych oraz ok. 200 miejscami dla rowerów.
Inwestorem był Polski Holding Nieruchomości, a architektem Projekt Polsko Belgijska Pracownia Architektury.
Skysawa jako jedna z pierwszych inwestycji w stolicy ma bezpośrednie połączenie z metrem. Inwestycję i stację metra Rondo ONZ połączył podziemny łącznik. Nazwa Skysawa powstała z połączenia słów sky (z ang. niebo) i Sawa. Pierwsze z nich nawiązuje do architektury, 155-metrowej wieży wchodzącej w skład kompleksu biurowego PHN. Sawa natomiast sięga do warszawskiej legendy, według której syrena Sawa wraz z rybakiem Warsem założyli osadę Warszawa.
Projekt architektoniczny Skysawa przygotowała pracownia Projekt Polsko-Belgijska Pracownia Architektury. Zewnętrzna struktura budynków składa się głównie z transparentnych płaszczyzn, wzbogaconych o matowe betonowe elementy i aluminiowe żyletki. Widoczne z perspektywy ulicy elementy konstrukcyjne wykonane są z architektonicznego betonu. W projekcie inwestor przewidział nieregularne tarasy widokowe, zlokalizowane na różnych kondygnacjach budynków.
Inwestor planuje certyfikację kompleksu w systemie BREEAM (Building Research Establishment Environmental Assessment Method) na poziomie outstanding. Dotychczas budynek A wchodzący w skład inwestycji Skysawa otrzymał certyfikat BREEAM Interim na poziomie outstanding.
Budowa Skysawa rozpoczęła się pod koniec czerwca 2019 roku. W pierwszym etapie przeprowadzone zostały prace rozbiórkowe, konstrukcyjne oraz prace ziemne. Zgodnie z harmonogramem budynek A będzie gotowy w trzecim kwartale 2021 r., zaś zakończenie budowy budynku B zaplanowano na trzeci kwartał 2022 r.
Generalnym wykonawcą inwestycji jest konsorcjum składające się z trzech spółek: PORR S.A., TKT Engineering oraz ELIN.

## Nagrody i wyróżnienia
Skysawa otrzymała nominację do nagrody BREEAM Award 2020 w kategorii Commercial Projects - Design Stage Award.
Projektant instalacji HVAC w budynku A Skysawa Piotr Drabecki (PPU Madra Marzena Drabecka) otrzymał nagrodę główną Pascal 2022 za projekt instalacji HVAC.